# Italienische Biene
Die Italienische Biene (Apis mellifera ligustica, auch: Italiener-Biene) ist eine natürlich entstandene Rasse (Unterart) der Westlichen Honigbiene (Apis mellifera). Von den Imkern wird sie auch einfach Ligustica genannt.

## Beschreibung
Die Biene ist auf der Italienischen Halbinsel beheimatet. Ihre Farbe tendiert immer zu Gelb mit einer Variation zwischen zitronengelb und lederbraun. Als ursprünglich dort beheimatete Biene hat sie vortreffliche Eigenschaften bezüglich Honigsammelfleiß und Friedfertigkeit. Sie gilt als beste Sammlerin von Blütenhonigen. Das erkannten auch Imker in anderen Teilen der Welt. Mittlerweile ist diese Rasse die weltweit am häufigsten gehaltene Honigbiene. Sogar in Skandinavien und Alaska wird erfolgreich mit ihr geimkert. In Deutschland konnte sie sich nie durchsetzen, allerdings wurden, anders als bei der Carnica-Biene aus Kärnten, auch keine Bemühungen gestartet, sie auf deutsche Verhältnisse auszulesen.
Bruno Pasini und Maria Teresa Falda haben die Zucht der Ligustica in den letzten Jahren geprägt. "L'allevamento di api Regine: Una per tutte... tutte per una" (Die Zucht von Bienenköniginnen: Eine für alle... alle für eine) ist das derzeit aktuelle Werk. Ein eigener Zuchtverband hat die Ligustica speziell für die Produktion von Gelée royale selektiert.

## Merkmale
Wesentliche Merkmale der Italienischen Biene sind nach Friedrich Ruttner:
- Gestalt: 
  - mittelgroß
  - schlank
  - lange Körperanhänge
- Panzerfarbe des Hinterleibes der Arbeiterinnen: 
  - deutlich 1 – 3 Ringe, Gelbfärbung wechselnd ausgedehnt:
  - Filzbinden (4. Rückenschuppe): breit, gelblich
  - Überhaar der 5. Rückenschuppe: kurz